# Vanda hookeriana
Vanda hookeriana là một loài lan trong chi Vanda. Nó là một trong những loài bố mẹ của loài lai Vanda 'Miss Joaquim', do Agnes Joaquim lai tạo.